# Stazione di Stella Polare
La stazione di Stella Polare, nota anche come Ostia Stella Polare, è una fermata ferroviaria della ferrovia Roma-Lido ed è una delle cinque stazioni di Ostia.

## Storia
La fermata venne attivata il 18 agosto 1948, prolungando la linea che in precedenza terminava presso un capolinea provvisorio nei pressi della vecchia stazione di Ostia distrutta durante la seconda guerra mondiale. Durante la costruzione nel 1946 era stata denominata Fermata dei Pescatori.
Nei dintorni si trova l’Ospedale Giovan Battista Grassi.

## Servizi
La stazione dispone di:
- Biglietteria automatica

## Interscambi
- Fermata autobus (linee ATAC)